# Mau-Lefo (Ort)
Mau-Lefo ist eine osttimoresische Siedlung im Suco Aituto (Verwaltungsamt Maubisse, Gemeinde Ainaro). Das Dorf liegt im Südwesten der Aldeia Mau-Lefo, auf einer Meereshöhe von 1647 m. Nur unbefestigte, kleine Straßen führen hierher. Südwestlich befindet sich das Dorf Russulau und nordöstlich das Dorf Goulolo.